# Bob Forrest
Robert O'Neil Forrest (15 de febrero de 1961), conocido popularmente como Bob Forrest, es un cantante y compositor estadounidense, líder de las bandas de Los Ángeles Thelonious Monster y The Bicycle Thief.

## Carrera
En septiembre de 2006 lanzó su primer álbum solista, llamado Modern Folk and Blues Wednesday y un año después formó parte de la banda sonora de la película I'm Not There. 
Desde 2008 forma parte de los realitys Celebrity Rehab with Dr. Drew y Sober House, que se emiten por la cadena VH1, donde ocupa el papel de consejero de cabecera en las sesiones de grupo. 
El 26 de enero de 2011 se lanzó un documental llamado Bob and the Monster, el cual repasa su trayectoria, sus problemas con las adicciones e incluye entrevistas con sus amigos y allegados.
En 2015 lanzó su segundo álbum solista, llamado Survival Songs, el cual contiene algunas nuevas canciones propias y reversiones folk de canciones de Thelonious Monster y The Bicycle Thief.
Bob Forrest es amigo de Anthony Kiedis y Flea, integrantes de Red Hot Chili Peppers; fue él quien les acercó a John Frusciante en 1988 para que formara parte de la banda, y años más tarde hizo lo propio con Josh Klinghoffer.

## Discografía

### ConThelonious Monster
- Baby...You're Bummin' My Life out in a Supreme Fashion (1986)
- Next Saturday Afternoon (1987)
- Stormy Weather (1989)
- Beautiful Mess (1992)
- California Clam Chowder (2004)

### ConThe Bicycle Thief
- You Come and Go Like a Pop Song (1999)

### Álbumes en solitario
- Modern Folk and Blues Wednesday (2006)
- I'm Not There: Original Soundtrack (2007)
- Survival Songs (2015)